# William Evans (Musiker)
William Evans (* 1956 in Detroit) ist ein amerikanischer Funk- und Jazzmusiker (Piano, auch Orgel, Komposition).

## Leben und Wirken
Evans erhielt ab dem Alter von sieben Jahren Klavierunterricht. Bereits mit zwölf Jahren begleitete er in Kirchen Gospelchöre und -solisten – später im gesamten Mittleren Westen der USA. Er spielte in Soul- und Funkbands Detroits. Während seines Studiums an der Universität von Michigan in Ann Arbor wurde 1977 Kamau Kenyatta sein Mentor, der ihn zum Jazz brachte. Während des Studiums spielte er in Bands von Donald Walden und Marcus Belgrave.
Danach arbeitete Evans in Detroit mit Roy Brooks, Robert Hurst und Tani Tabbal. Anfang der 1980er tourte Evans zwei Jahre mit Mary Wilson. 1984 zog er nach Florida und arbeitete mit Musikern wie Dizzy Gillespie, Eddie Harris, Sam Rivers, Russell Malone, Mongo Santamaría, Ralphe Armstrong, Jaribu Shahid, James Carter, Dwight Adams, Rodney Whitaker, Richard „Pistol“ Allen, Pete Minger, Jimmy Witherspoon, Nat Adderley oder der Sängerin Alice Day, mit der das Album But Beautiful entstand.
1995 zog Evans in die Schweiz, um an der Hochschule der Künste Bern zu unterrichten. Er gehörte nun zum Quartett von Andy Scherrer, mit dem er tourte und mehrere Alben einspielte. Weiterhin nahm er auch mit Herbie Kopf/Elmar Frey, Isla Eckinger, Dré Pallemaerts, Doug Hammond, Darryl Hall, Herbie Tsoaeli, Gerald Cleaver, Makaya Ntshoko, Dusko Goykovich, Alvin Queen, Reggie Johnson, Jimmy Woode, Tony Lakatos, Mario Gonzi, Roberto Koch und Ann Malcolm auf. Seit 2014 lehrte er am Jazzcampus Basel. 2017 veröffentlichte er mit Donat Fisch, Bänz Oester, Jorge Rossy und Andy Scherrer bei QFTF das Album Schlitten.  Daneben ist er weiterhin in Florida tätig, wo er häufig mit Patricia Dean auftritt.